# La Victoria (Córdoba)
La Victoria er en by og kommune i det sydlige Spanien i provinsen Córdoba. Den har et indbyggertal på 2.335 (2024) indbyggere.